# 青木喬
青木 喬（あおき たかし、1898年（明治31年）8月9日 - 1991年（平成3年）4月10日）は、日本の陸軍軍人。最終階級は陸軍少将。

## 経歴
東京府出身。医師・青木三奎の息子として生まれる。
1911年（明治44年）に東京高等師範学校附属小学校（現・筑波大学附属小学校）を卒業。東京高師附属中学校（現・筑波大学附属中学校・高等学校）、東京陸軍地方幼年学校、陸軍中央幼年学校を経て、1920年（大正9年）5月、陸軍士官学校（32期）を卒業。同年12月、歩兵少尉に任官し歩兵第29連隊付となる。1927年（昭和2年）12月、陸軍大学校（39期）を優等で卒業した。陸大在学中の1926年（大正15年）1月、航空兵科に転じ航空兵中尉となる。
飛行第8連隊付、参謀本部付勤務、参謀本部員、アメリカ駐在などを経て、1932年（昭和7年）2月から翌年12月まで、アメリカ大使館付武官補佐官を務めた。帰国後、下志津陸軍飛行学校教官となり、陸軍航空本部員、陸大教官を歴任。1938年（昭和13年）9月、第21軍参謀に就任し日中戦争に出征。陸大教官を経て、1939年（昭和14年）8月、航空兵大佐に進級。翌年8月、航空本部第6課長兼陸軍航空総監部第4課長に就任した。
1941年（昭和16年）9月、陸大教官となる。1944年（昭和19年）8月、陸軍少将に昇進し第8飛行団長に就任し太平洋戦争に出征。第6航空軍参謀副長となり福岡で終戦を迎えた。1945年（昭和20年）11月、予備役に編入となった。
1947年（昭和22年）11月28日、公職追放仮指定を受けた。

## 親族
- 弟 青木実（大蔵省官吏）[1]
- 義父 赤井春海（陸軍中将、妻喜美子の父）[1]
- 義兄 唐川安夫（陸軍中将）[要出典]
- 従弟 小池龍二（陸軍少将）[要出典]